# Alice Bendová
Alice Bendová, rozená Alice Veselá, (* 1. listopadu 1973 Praha) je česká modelka, herečka a moderátorka. Je rozvedená a má syna Václava (* 2007) a dceru Alici (*2010).

## Studium a herecká kariéra
Vystudovala umělecko-průmyslovou školu v Praze na Žižkově. V televizi Prima vystupuje v pořadu Hádej, kdo jsem, v seriálu Velmi křehké vztahy a v televizi Óčko uvádí pořad Trendy face.

## Filmografie

### Film
- Báječná léta pod psa (1997)
- John Sinclair (německý seriál, 1998)
- Studená válka (Německo, 1998)
- Love Lies Bleeding (USA, 1999)
- Příběh rytíře (USA, 2001)
- Duše jako kaviár (2004)
- Sametoví vrazi (2005)
- Rána z milosti (2005) (TV)
- Všechno nejlepší! (2006)
- Kajínek (2010)
- Dešťová víla (2010)
- Kandidát (2013)
- Kameňák 4 (2013)
- Vánoční Kameňák (2015)
- Špindl (2017)
- Zoufalé ženy dělají zoufalé věci (2018)
- Teambulding (2018)
- Pepa (2018)
- Špindl 2 (2019)

### Televizní seriály
- The Immortal (Kanada, 1998)
- Rodinná pouta (2004–2006)
- Hop nebo trop (2004) – Andrea
- Bazén (2005)
- Letiště (2006)
- Velmi křehké vztahy (2007–2009)
- Profesionálové (2009)
- Základka (2012)
- Svatby v Benátkách (2014–2015)
- Bezdružice (2015)
- Polda (2016)
- V.I.P. vraždy (2016–2018)
- Doktorka Kellerová (2017)
- Modrý kód (2017)
- Tátové na tahu (2018)
- Rodinné vztahy (2018)
- Krejzovi (2019)
- Kameňák (2019–2020)
- Slunečná (2020)

## Rodinné vztahy
Pochází z rozvedené rodiny, jejími rodiči jsou Zdeněk a Zlata Veselí. Má sestru Andreu, která je o pět let mladší. S bývalým manželem, hokejistou Václavem Bendou, za kterého se provdala v roce 2004, má dvě děti. Syn Václav se narodil v červenci 2007, dcera Alice v květnu 2010. Po třináctiletém vztahu se rozvedla. Hereččin dlouholetý partner je o dvanáct let mladší Michal Topol. Nového přítele přijaly také její děti.